# 五社神社 (飛騨市)
五社神社（ごしゃじんじゃ）は、岐阜県飛騨市古川町（旧・吉城郡古川町）にある神社。

## 概要
旧吉城郡小鷹利村（現・飛騨市古川町畦畑、古川町高野、古川町谷、古川町信包、古川町平岩、古川町寺地、古川町黒内、古川町笹ケ洞）の産土神である。
創建時期は不詳。一説では飛騨国司の姉小路家が古川城の築城のさい、鎮守神として飛騨国荒城郡式内五社の祭神を祀ったのが最初という。祭られている神は荒城郡式内社の五社（大津神社、荒城神社、高田神社、阿多由太神社、栗原神社）の神である。
江戸時代は五社大権現とも称した。
1869年（明治2年）に白山神社を合祀。1872年（明治5年）に村社となる。1877年（明治10年）に現在地に移転。
1907年（明治40年）に小鷹利村大字平岩の神明神社を合祀。1932年（昭和7年）に郷社となる。
1949年（昭和24年）に合祀されていた神明神社が分離する。

## 主祭神
- 荒城郡式内社
  - 大津神社 - 大津神社（飛騨市神岡町）とすると祭神は 大彦命。天満神社（高山市国府町）とすると祭神は天津神。
  - 荒城神社 - 祭神は大荒木之命。
  - 高田神社 - 貴船神社（飛騨市古川町）とすると祭神は高龗大神。高田神社（飛騨市古川町）とすると祭神は高魂命。
  - 阿多由太神社 - 阿多由太神社（高山市国府町）とすると祭神は大歳御祖神。中宮神社（大歳神社（飛騨市古川町）の境内社）とすると祭神は白山比咩命。
  - 栗原神社 - 祭神は五十猛神。

## 文化財
- 随神の像

天正五年（1577年）作の高さ77.0cmの木像。1970年（昭和45年）4月7日に岐阜県の重要文化財に指定されている。
- 狛犬二号

天正六年（1578年）作の高さ49.0cm寄木造の狛犬。1970年（昭和45年）4月7日に岐阜県の重要文化財に指定されている。
- 旧五社神社部材手挟 - 1987年（昭和62年）7月20日に古川町（後の飛騨市）の有形文化財に指定[6]。
- 狛犬一号 - 1969年（昭和44年）2月6日古川町（後の飛騨市）の有形文化財に指定[6]。